# Zapfsäule

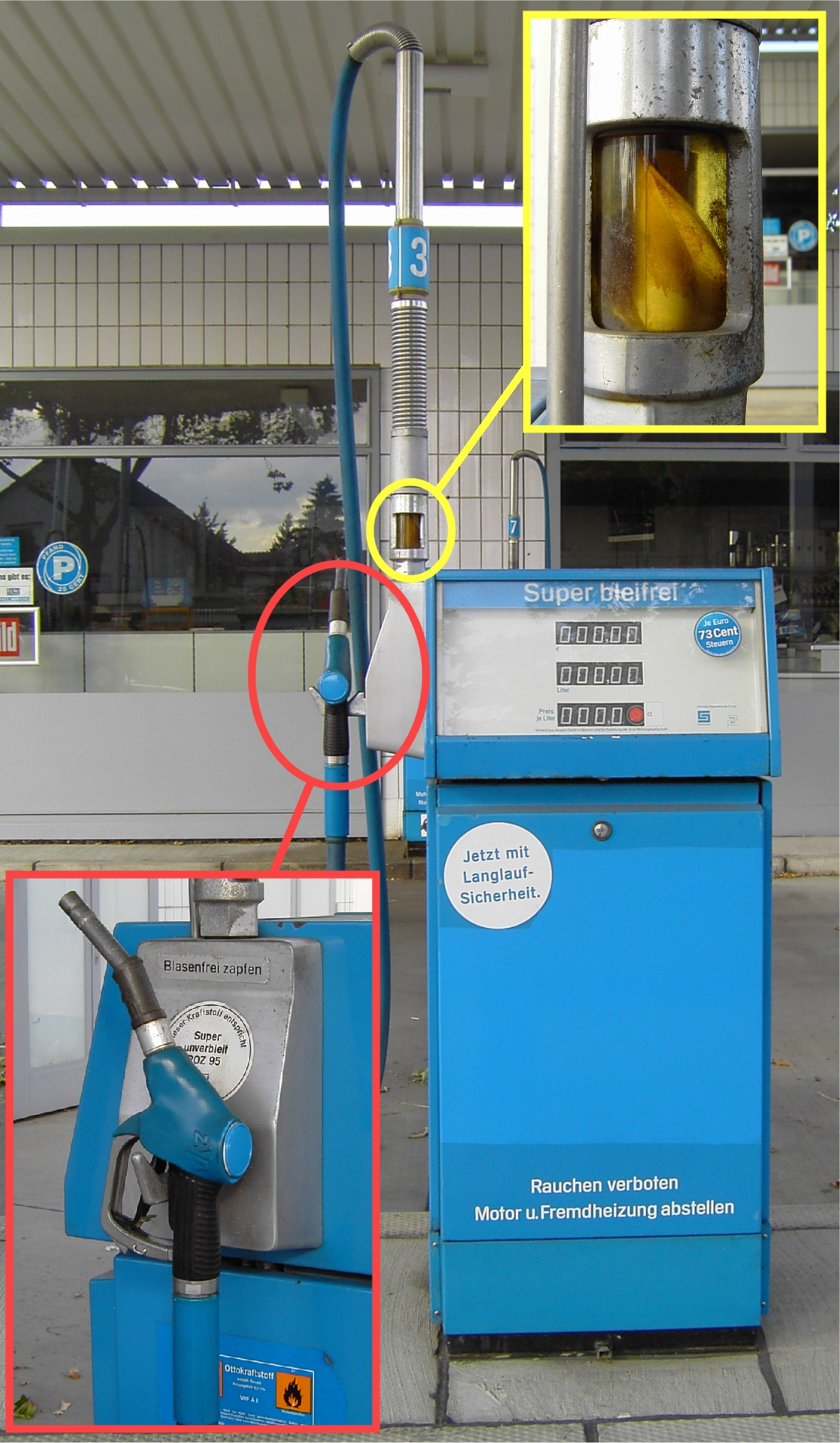
Zapfsäule mit Durchfluss-Schauglas (gelb) und Zapfventil (rot)

Eine Zapfsäule, auch Tanksäule ist ein Apparat an einer Tankstelle, mit dem der Kraftstoff, fallweise auch ein Zusatzstoff wie AUS 32 zur Abgasnachbehandlung, in das zu betankende Fahrzeug eingefüllt wird. Das Zapfventil – umgangssprachlich Zapfpistole genannt – ist über einen Schlauch mit der Zapfsäule verbunden. Über das Zapfventil wird der Kraftstoff in den Tank des Land-, Wasser- oder Luftfahrzeuges gefüllt.

## Geschichte
Die ersten Zapfstellen auf öffentlichem Grund standen in den 1920er Jahren häufig auf Gehsteigen vor Gasthöfen oder Kaufhäusern. Sie hatten von Hand bediente Tanksäulen, auch „Eiserne Jungfrau“ genannt. Zum Tanken klopfte man an das zugehörige Geschäft und wurde bedient. Bei den ersten Modellen wurde einfach gepumpt. Mit Aufkommen der Glaszylinder wurde außen an einer Skala die gezapfte Benzinmenge abgelesen, die dann in den Tank lief. Bei den Zwei-Glas-Versionen konnte dann bereits weitergepumpt werden, während der andere Behälterinhalt in den Tank ablief. Ab Mitte der 1930er Jahre gab es dann erste Zapfsäulen, die Zählwerke mit Preisanzeige hatten.
Bis Ende der 1970er Jahre wurden ausschließlich Säulen mit mechanischem Rechenwerk verwendet. 1978 wurde der erste elektronische Preisrechner für Zapfsäulen in Deutschland entwickelt, danach verschwanden nach und nach die Zapfsäulen mit mechanischen Zählwerken an den Tankstellen und wurden durch elektronische ersetzt. Ebenso wurden die meisten Zapfsäulen, an denen mit zwei Schläuchen maximal zwei verschiedene Produkte getankt werden konnten, mittlerweile durch so genannte MPDs (Abkürzung für Multiple Product Dispenser) ersetzt. An diesen Zapfsäulen können bis zu fünf verschiedene Kraftstoffe je Zapfsäulenseite abgegeben werden. Zudem gibt es an vielen Tankstellen Hochleistungszapfsäulen, die speziell für die Betankung von Lkw konzipiert sind. Da sie eine Förderleistung von bis zu 130 l/min (entgegen rund 35 l/min bei Pkw-Säulen) aufweisen, sind sie mit Zapfventilen ausgestattet, die einen wesentlich größeren Durchmesser als Pkw-Zapfventile haben. Dies dient einerseits der schnelleren Förderung, andererseits können sie so schwerer mit Pkw-Zapfventilen verwechselt werden, da sie nicht in Pkw-Einfüllstutzen passen. In der Zeit der Umstellung von verbleitem auf bleifreies Benzin wurde der Durchmesser der Zapfventile verringert, um ein irrtümliches Betanken mit verbleitem Benzin zu verhindern.
Der Durchmesser bei Benzinzapfpistolen ist 21 mm und bei Diesel 25 mm im Pkw-Bereich. Ein ähnliches System verhindert die Verwechslung der Treibstoffsorten im Flugwesen.
Eine Zapfsäule enthält darüber hinaus eine Anzeige zur Mengen- und Preiskontrolle des eingefüllten Kraftstoffes. Außerdem sind Informationen zur Oktanzahl (siehe Klopffestigkeit) und diversen Sicherheitsbestimmungen die Regel.
Bei Selbstbedienungstankstellen werden die Tankdaten (Zapfpunktnummer, getanktes Produkt, abgegebene Menge, Grundpreis je Liter sowie zu zahlender Betrag) auch an eine oder mehrere Kassen im Shop übertragen. Bei den frühen Selbstbedienungstankstellen wurden diese Angaben noch auf einer Quittung ausgedruckt, die der Kunde zum Bezahlen an der Kasse abgeben musste. Vor allem in Südeuropa war auch die Verwendung von Jetons üblich, die der Kunde vorher kaufen und der gewünschten Kraftstoffmenge entsprechend an der Zapfsäule einwerfen musste. Seit einigen Jahren werden auch in Zapfsäulen Kartenterminals eingebaut, an denen man den Kraftstoff direkt mit einer Kreditkarte bezahlen kann. Seit 2018 ist auch die Bezahlung mittels Smartphone an bestimmten Tankstellen möglich. Der Mineralölkonzern Royal Dutch Shell führte diese Möglichkeit unter dem Namen SmartPay an mehr als 1500 Tankstellen in Deutschland ein.

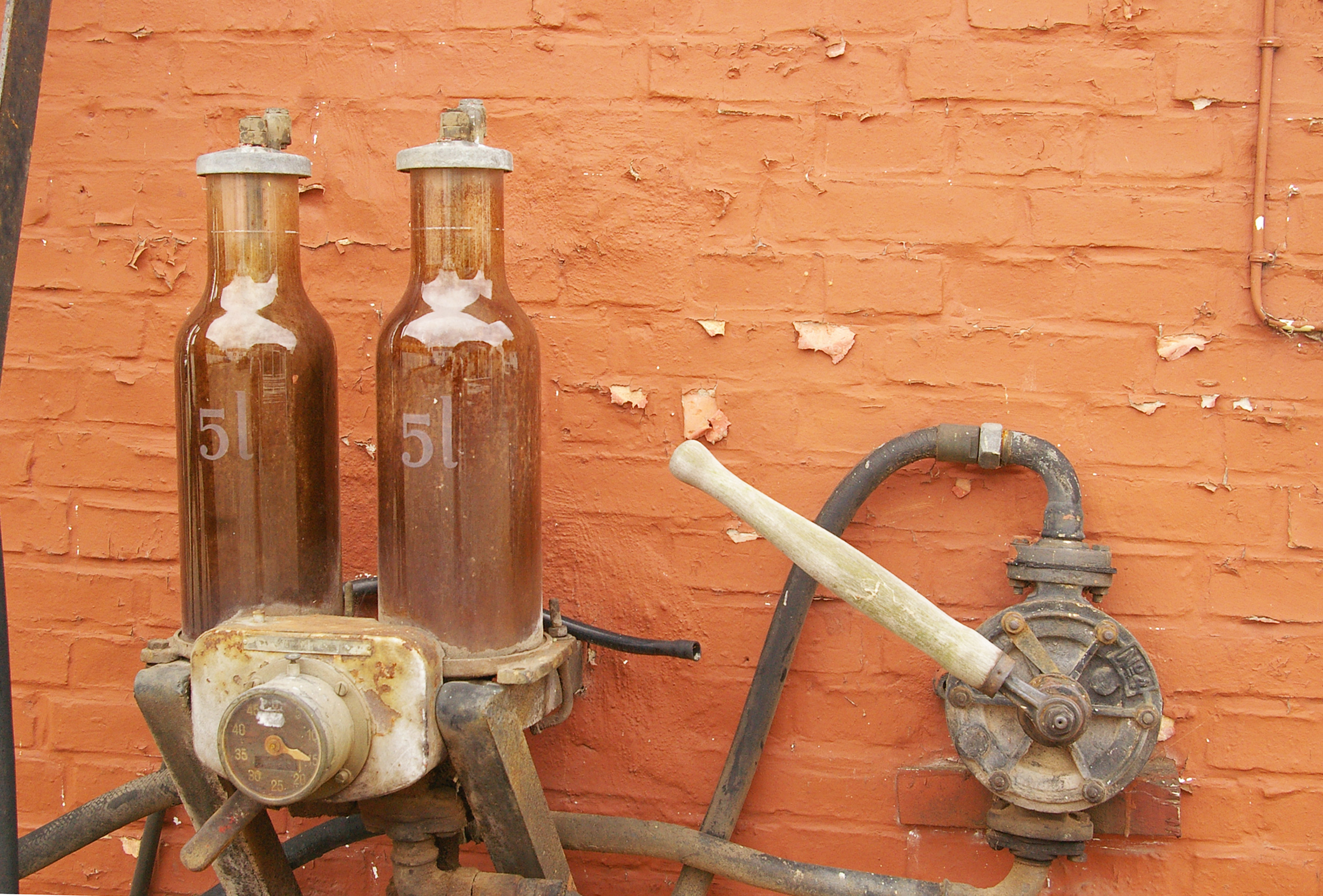
Zapfanlage mit Glaszylindern
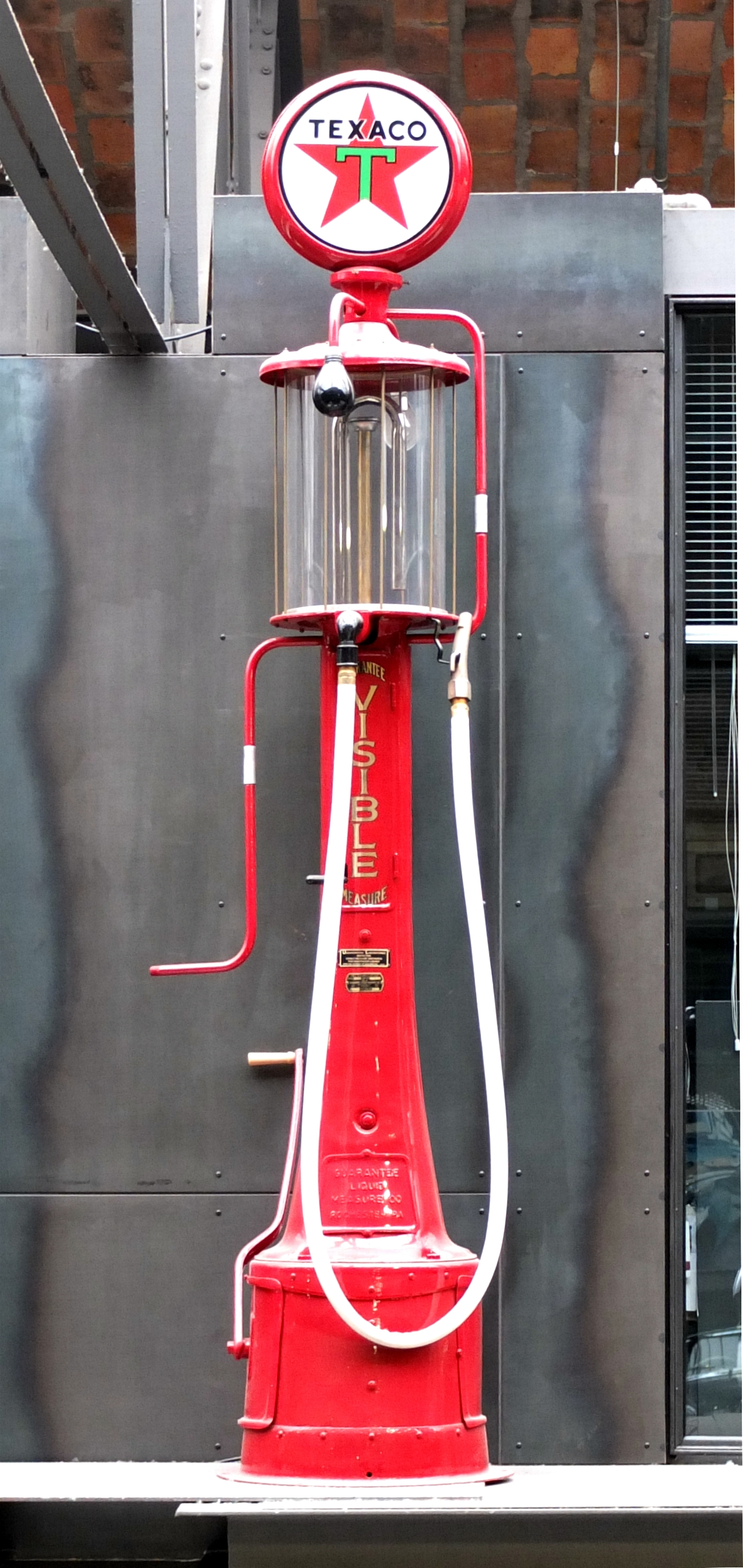
Texaco-Zapfsäule „Mae West“ von 1925 in der Classic Remise Berlin
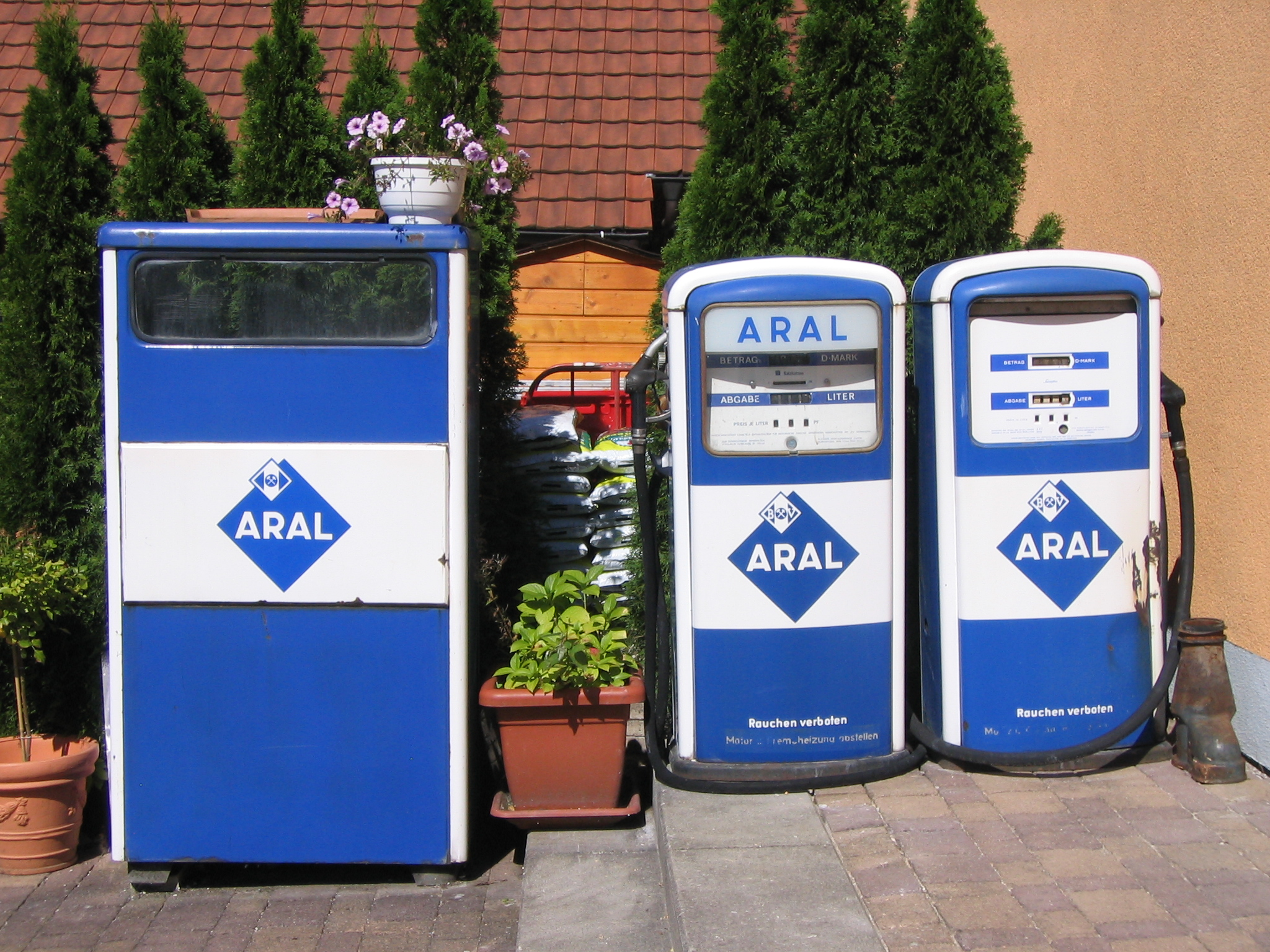
ARAL-Zapfsäulen aus den 1960er Jahren
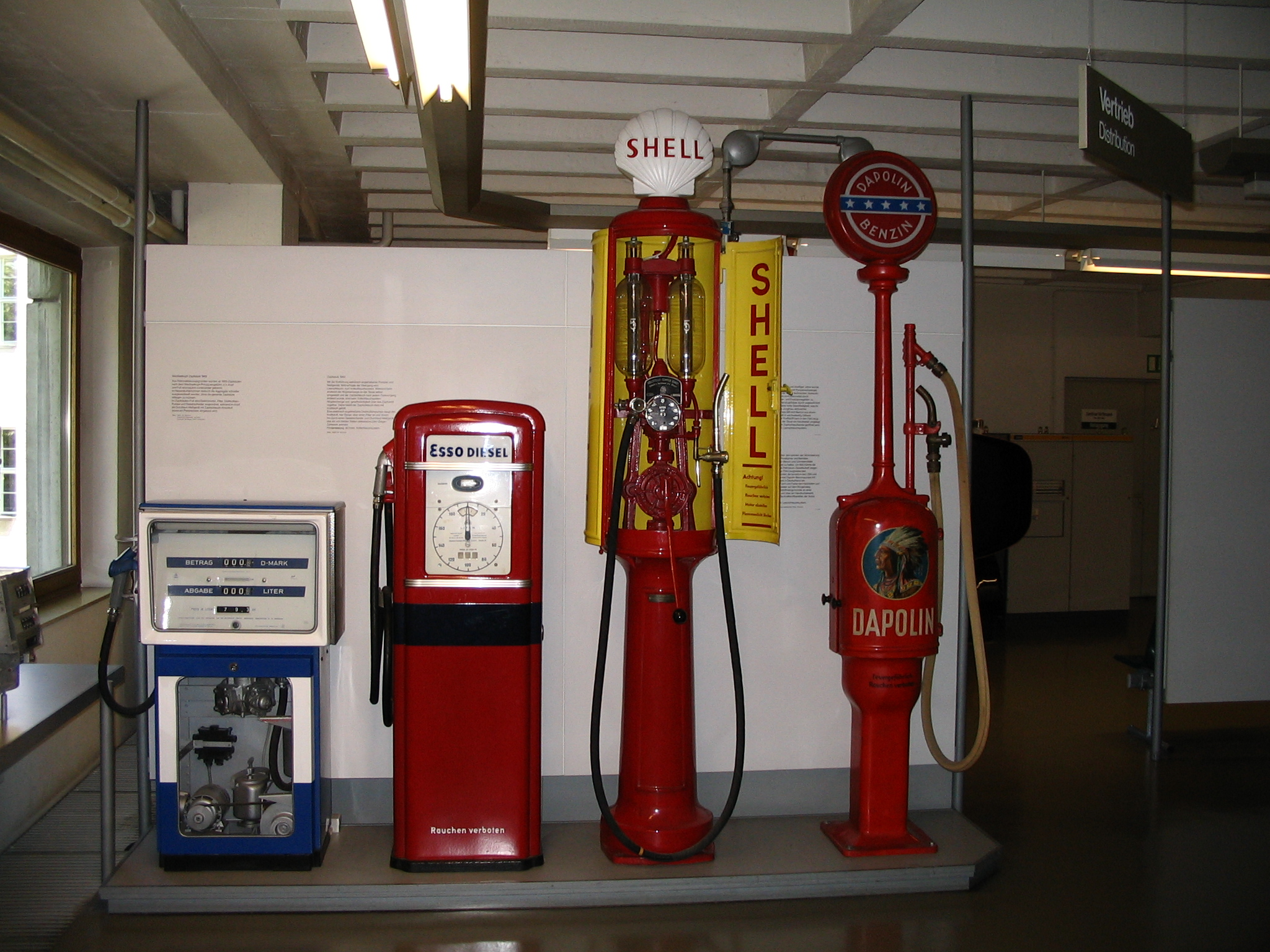
Historische Zapfsäulen im Deutschen Museum (rechts eine „Eiserne Jungfrau“)
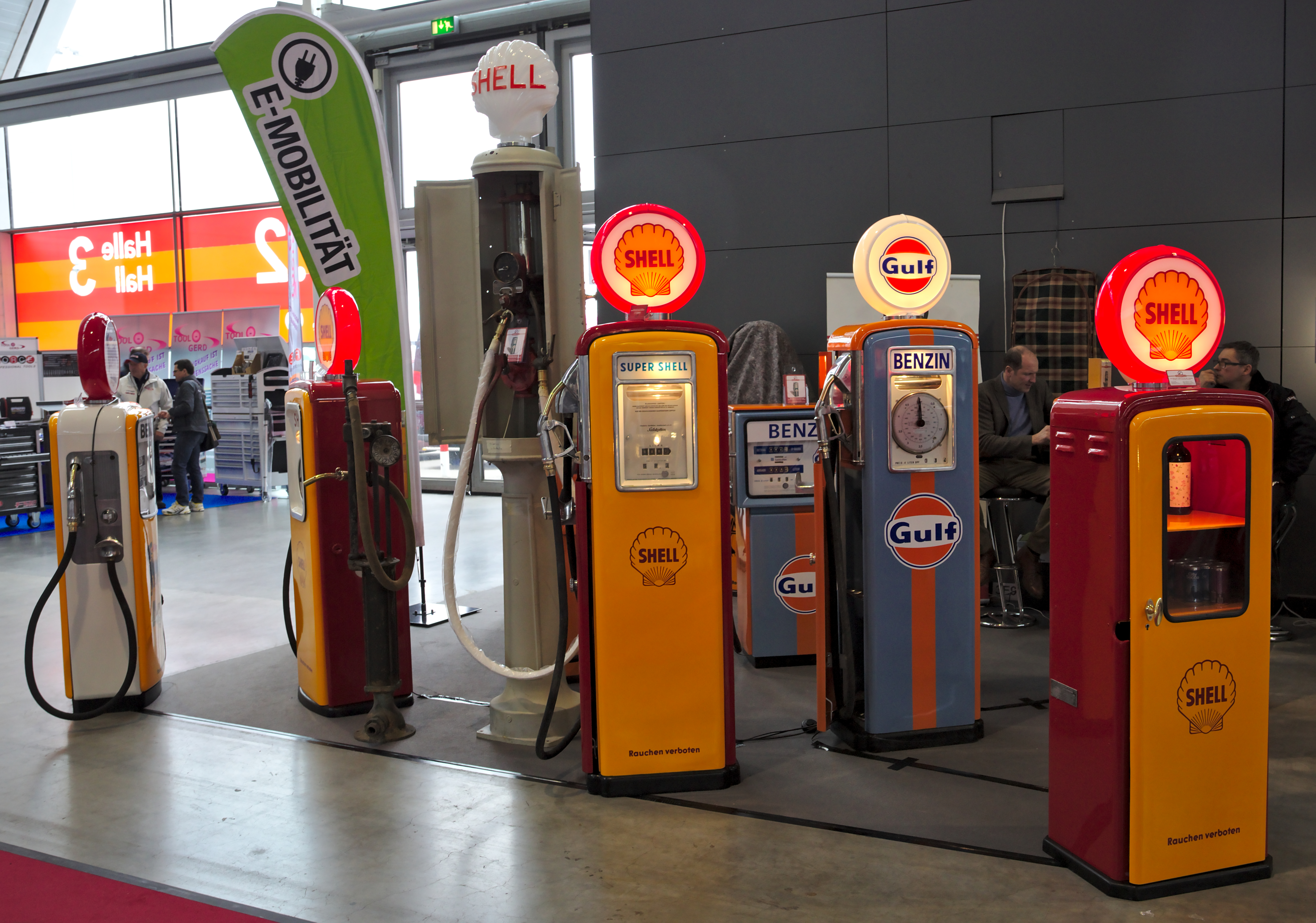
Historische Zapfsäulen auf der Retro Classics 2018
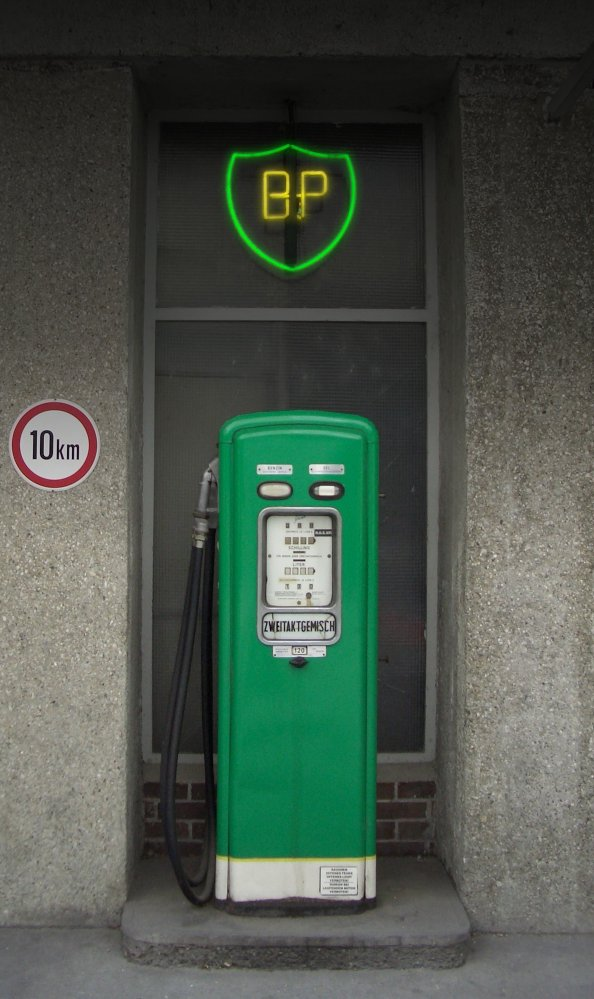
Alte Zapfsäule in einer Wiener Tankstelle
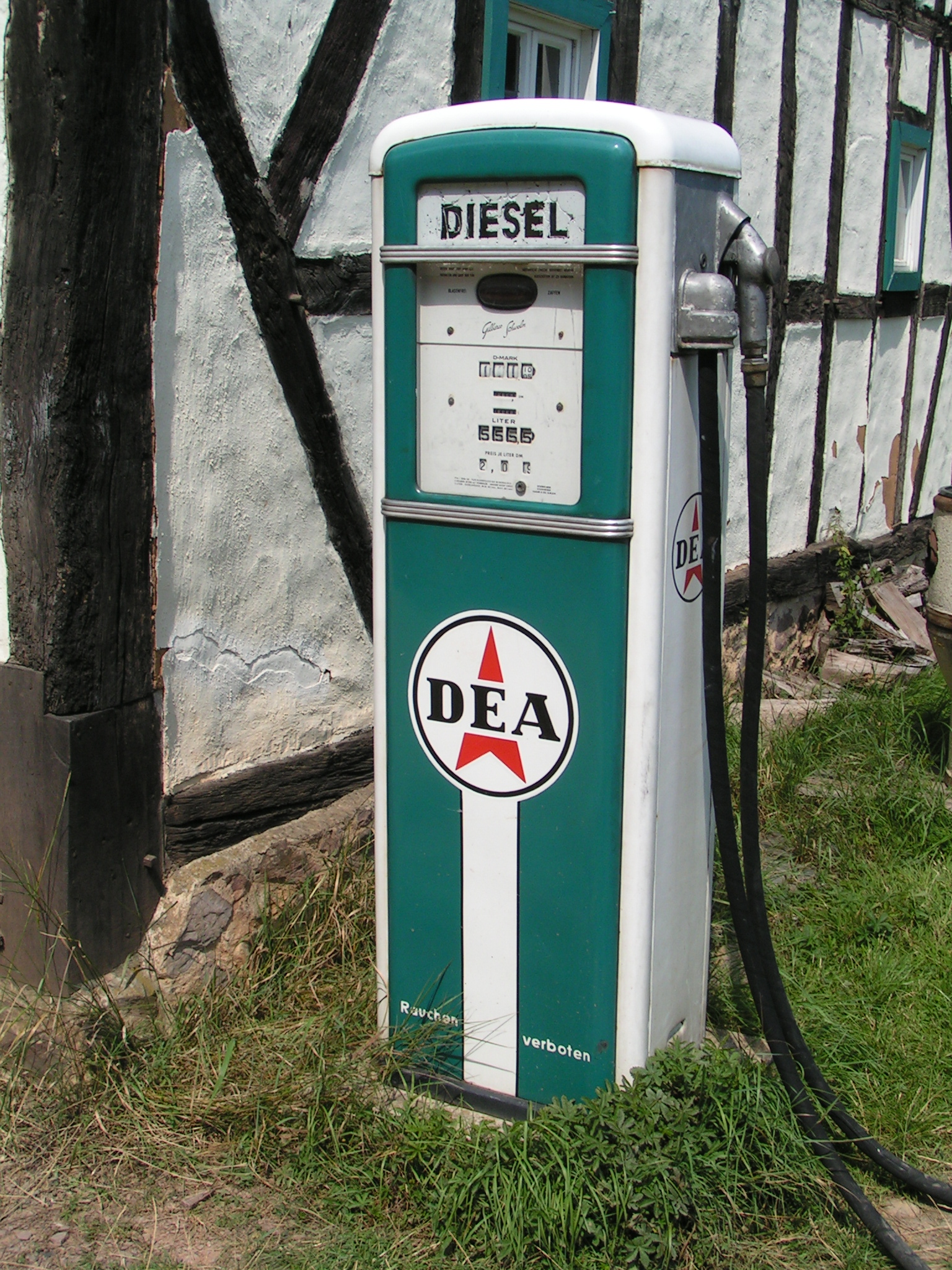
Historische Zapfsäule auf dem Roscheider Hof bei Konz (1. August 2004)
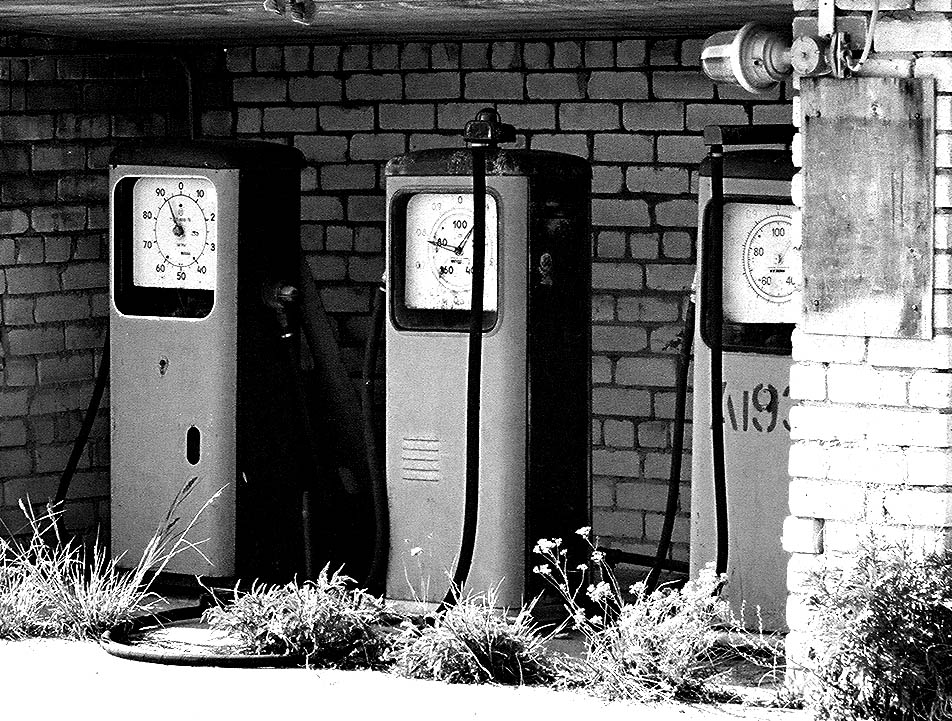
Zapfsäulen in der ehemaligen Sowjetunion
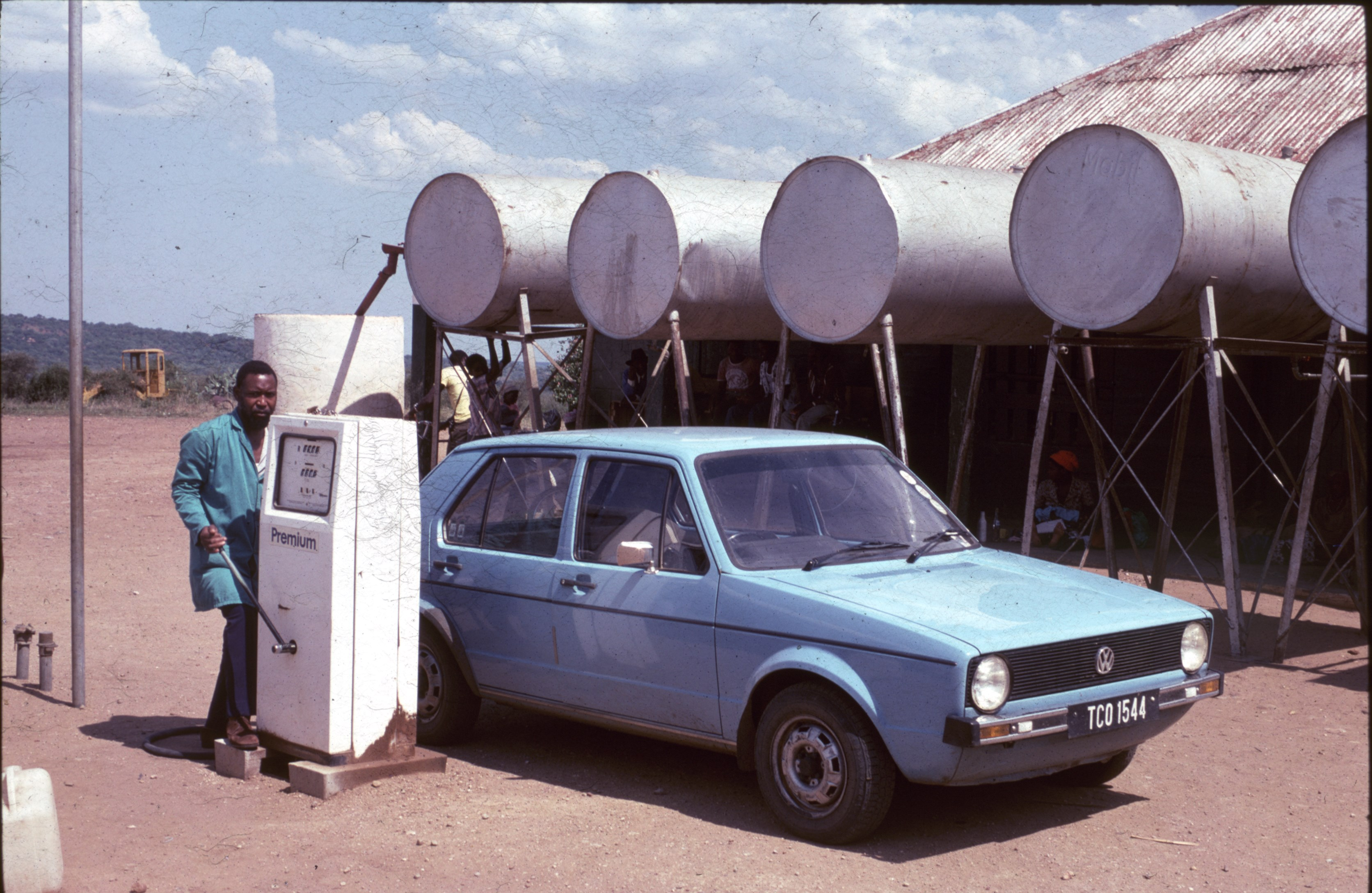
Handbetriebene Zapfsäule, ländliches Südafrika (KwaZulu), 1976 (Die Tanks im Hintergrund sind für Regenwasser)

## Gasrückführung
Heutige Kfz-Tankstellen benutzen für Ottokraftstoffe Zapfsäulen und Zapfventile mit einer Gasrückführung zur Absaugung des zu Gas verflüchtigten Kraftstoffes. Dadurch werden gesundheits- und umweltgefährdende Benzoldämpfe weitgehend aufgesaugt. In Deutschland ist aufgrund der Verordnung zur Begrenzung der Kohlenwasserstoffemissionen bei der Betankung von Kraftfahrzeugen seit dem 1. April 2003 bei neu gebauten Tankstellen Vorschrift, dass die ordnungsgemäße Funktion der Gasrückführung automatisch überwacht wird (Gasrückführungsüberwachung). Im Falle einer Störung der Gasrückführung muss die Zapfsäule binnen 72 Stunden instand gesetzt werden, andernfalls wird die weitere Abgabe von Ottokraftstoffen an dieser Zapfsäule durch technische Maßnahmen automatisch unterbunden.
Gaspendelung nennt sich der Vorgang, dass für jeden Liter Flüssigphase ein Liter Gasphase zwischen liefernden Tankwagen und (meist:) Erdlagertank der Tankstelle zurückgetauscht wird. Der Dampfdruck von Benzin beträgt bei 20 °C um 60 kPa (0,6 bar), aus dem Verhältnis von Dichte flüssig = 750 g/l zu Dichte Gasphase = 4,5 g/l lässt sich durch Zurückleitung von Treibstoffdampf bei jedem Betankungsschritt rechnerisch 0,6 % Treibstoffverlust vermeiden.

## Messung der Durchflussmenge

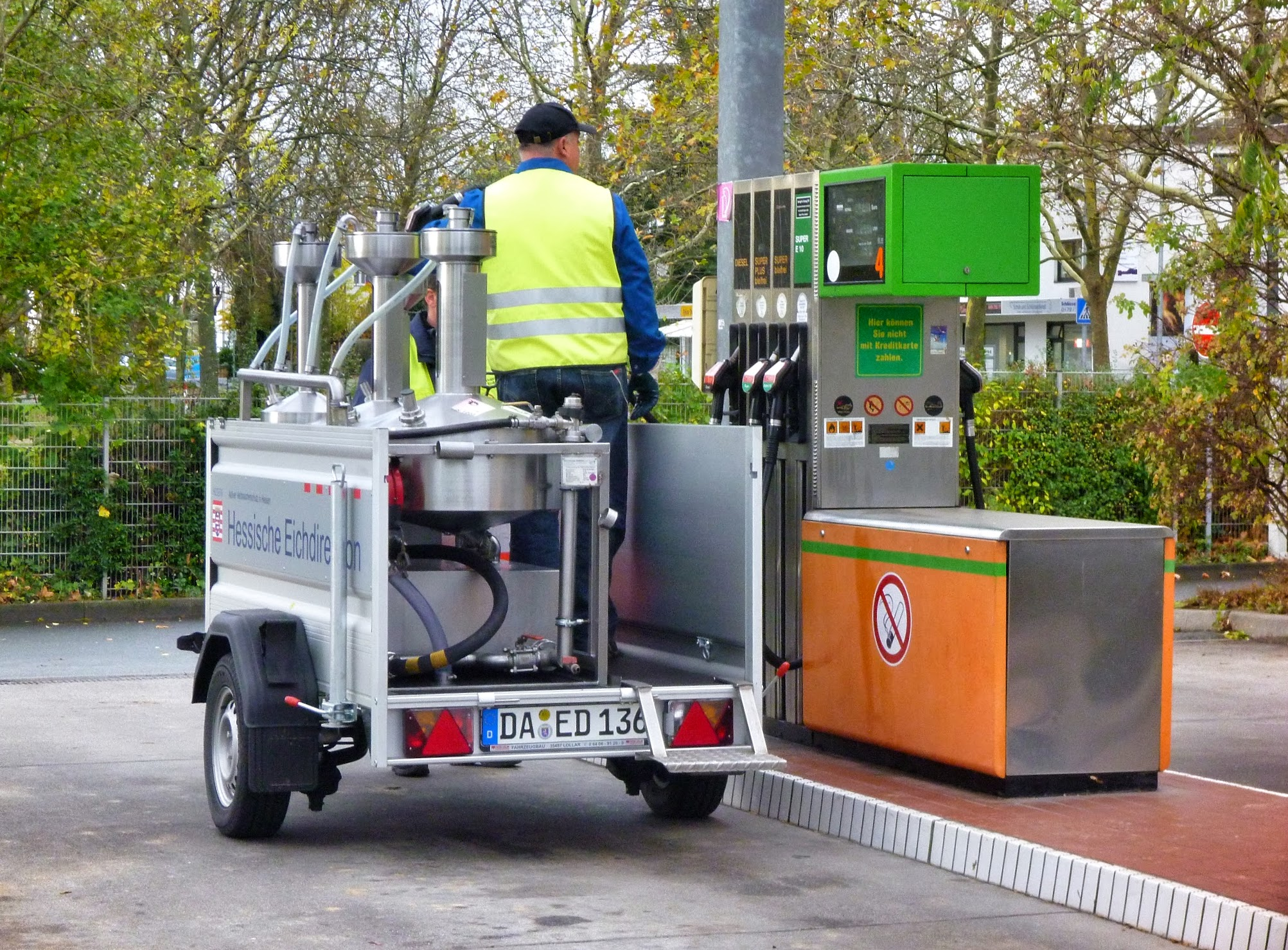
Eichung von Zapfsäulen

Die Messung der Durchflussmenge innerhalb der Zapfsäule erfolgt über sogenannte Schrauben- oder Kolbenmesser. Der durch eine Saugpumpe (innerhalb der Zapfsäule) oder Druckpumpe (außerhalb der Zapfsäule) hervorgerufene Fließdruck bewegt 2–4 Kolben im Kolbenmesser bzw. die gegeneinander laufenden Messschrauben, die eine gemeinsame Welle antreiben. Somit ist die Rotation der Welle ein Maß für die Durchflussmenge. An diese Welle ist entweder ein mechanisches Rechenwerk oder (bei modernen Zapfsäulen) ein elektronischer Impulsgeber angeflanscht, der die Drehbewegung der Welle in für die Elektronik zählbare Impulse umsetzt. Das Schauglas am Zapfpunkt ermöglicht dem Benutzer die Kontrolle, ob ausschließlich Kraftstoff (und keine Luft) durch den Durchflussmesser gelangt.
Die im gewerblichen Verkehr zulässige Toleranz (Eichfehlergrenze und Verkehrsfehlergrenze) beträgt EU-einheitlich ± 0,5 %, d. h. bei einer Anzeige von 100 Litern müssen zwischen 99,5 und 100,5 Liter abgegeben worden sein. An öffentlichen Tankstellen wird die Abgabemenge des Kraftstoffes durch das Eichamt überwacht. Es werden dazu im Abstand von zwei Jahren Überprüfungen von Beschaffenheit und Abgabemenge (Messtechnische Überprüfung) durchgeführt. Bei Ersteichungen, Nacheichungen und Nacheichungen nach vorheriger Instandsetzung erfolgt prinzipiell eine Vollprüfung, entsprechend der Richtlinie 2004/22/EG (MID) in Verkehr gebrachte Säulen bzw. die enthaltenen Messgeräte gelten jedoch bereits ab Werk als erstgeeicht.

## Temperaturkompensation
Seit der Umsetzung der europäischen MID-Richtlinie 2006 sind auch in Deutschland Zapfsäulen mit Temperaturkompensation zulässig. Diese gleichen beim Tankvorgang die angezeigte Abgabemenge entsprechend der errechneten Ausdehnung bei einer angenommenen Umgebungstemperatur von 15 °C an. In gemäßigten Breiten liegt die Bodentemperatur ganzjährig selten über 15 °C, so dass durch Temperaturkompensation i. d. R. eine höhere als die tatsächliche Abgabemenge angezeigt und abgerechnet wird.
Der Korrekturfaktor beträgt bei Vergaserkraftstoffen ca. ein Promille je Kelvin, woraus folgt, dass z. B. bei einer Abgabe von 100 Litern 9 °C kalten Treibstoffs 100,6 Liter abgerechnet würden. Temperaturkompensierte Zapfsäulen sind dadurch zu erkennen, dass auf Anzeigetafel und Rechnung die Einheit für die Abgabemenge nicht „Liter“ oder „l“ lautet, sondern „Liter bei 15 °C“.
Für den Betreiber haben temperaturkompensierte Zapfsäulen den Vorteil, dass die Abgabe an den Kunden zu denselben Bedingungen erfolgt wie auch die Belieferung (diese erfolgt grundsätzlich temperaturkompensiert), was den ansonsten zwangsläufig auftretenden „Schwund“ reduziert. Für den Kunden haben temperaturkompensierte Zapfsäulen den Nachteil, dass diese im Vergleich zu einer konventionellen, bei der tatsächlichen Abgabetemperatur messenden Säule die gezapfte Kraftstoffmenge nicht unterschätzt.

## Zapfventilautomatik
Durch die Zapfventilautomatik (ZVA), eine rein mechanisch-strömungsmechanisch wirkende Vorrichtung, wird der Tankvorgang bei vollem Tank automatisch beendet, die Funktionsweise ist wie folgt:
Der Kraftstofffluss erzeugt in dem engen Spalt am Ventilsitz einen Unterdruck (Venturi-Düse). Durch die Fühlerleitung, die über die Membrane und den Kugel-Kipp-Sicherheitsauslöser bis zur Fühlerdüse führt, wird zum Ausgleich des Unterdrucks Luft angesaugt. Solange die Fühlerdüse frei bleibt, kann das Zapfventil arbeiten.
Wenn Kraftstoff die Fühlerdüse am Rohrende bedeckt, wird die Luftzufuhr unterbrochen. Sofort baut sich ein Unterdruck auf, die Membran wird hochgesaugt und der Abschaltmechanismus ausgelöst. Weil das Ventil dabei gegen die Strömungsrichtung schließt, mildert der Gegendruck den Abstell-Schock und es entsteht keine hohe Druckspitze.
Die Abschalt-Automatik wird auch betätigt, wenn die Fühlerleitung durch die Kugel des Sicherheits-Auslösers verschlossen wird. Das geschieht immer dann, wenn das Zapfrohr nach oben gerichtet wird; zum Beispiel, wenn es beim Füllen nicht richtig nach unten zeigt, wenn es aus dem Füllstutzen herausrutscht, oder wenn der Schalthebel beim Herausnehmen aus der Zapfsäule versehentlich betätigt wird.

## Gewässerschutz und Explosionsschutz

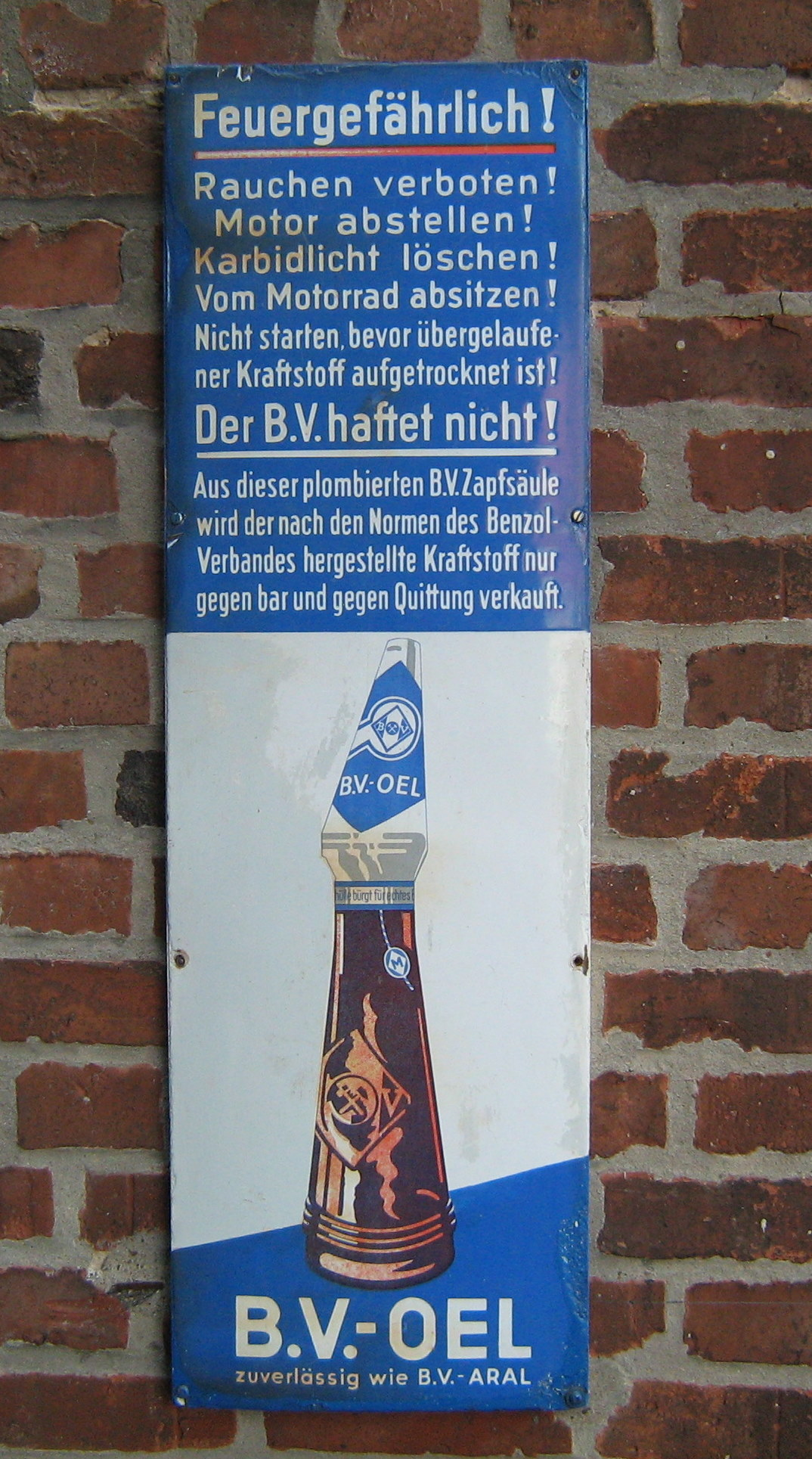
Historischer Feuerhinweis

Der Abfüllbereich um die Zapfsäulen ist zum Schutz gegen verschüttete, ins Erdreich einsickernde wassergefährdende Stoffe flüssigkeitsdicht ausgebildet, z. B. durch Betonfertigteile mit besonderer dauerelastischer Verfugung. Am Rande der Fläche bestehen Aufkantungen, damit keine verschütteten Treibstoffe aus dieser Fläche abfließen können. Diese Abfüllfläche wird über Abscheider entwässert, selbst wenn die Fläche überdacht ist. Die Zapfsäulen selbst werden so aufgestellt, dass sie nicht ohne weiteres von rangierenden Fahrzeugen beschädigt werden können (Anfahrschutz), z. B. durch erhöhte Anfahrborde oder umlaufende Schutzbanden. Das Rauchen ist im Tankstellenbereich verboten.
Während des Betankens kann es zur elektrostatischen Aufladung durch das Fließen des Kraftstoffs kommen. Ein erhebliches Risiko entsteht daraus jedoch erst beim Umfüllen größerer Mengen Kraftstoff, beim Betanken eines Kraftfahrzeugs beispielsweise aus einem Kunststoff-Benzinkanister bleibt die elektrostatische Aufladung hingegen minimal. Dennoch gab es an einigen Tankstellen Hinweise, dass auf ein Anliegen der Zapfpistole auf den Tankstutzen zu achten ist, um elektrostatische Aufladung zu vermeiden. Kritischer ist der Vorgang beispielsweise bei der Betankung von Flugzeugen. Hier wird vor dem eigentlichen Tankvorgang erst eine leitfähige Verbindung zur Zapfsäule durch Anklemmen eines an der Zapfsäule befestigten Erdungskabels am Erdungsanschluss des Flugzeuges hergestellt. Um elektrostatische Entladungen (Funkenüberschläge) auszuschließen, ist außerdem das Zapfventil über den Zapfschlauch geerdet; ebenfalls muss der Fahrbahnbelag der Betankungsfläche bei hochentzündlichen Produkten (Benzin) in einem gewissen Rahmen elektrisch leitfähig sein, um einen Potentialausgleich zwischen Zapfarmaturen und Fahrzeug zu ermöglichen. Diese Anforderungen waren in Deutschland bis Ende 2012 in den Technischen Regeln für brennbare Flüssigkeiten – TRbF 40 – Tankstellen oder TRbF 30 – Füllstellen, Entleerstellen und Flugfeldbetankungsstellen festgelegt und wurden durch die TRBS 3151 – Vermeidung von Brand-, Explosions- und Druckgefährdungen an Tankstellen und Füllanlagen zur Befüllung von Landfahrzeugen abgelöst, welche die relevanten Anforderungen an die Lagerung und Abfüllung von Mineralölen und Flüssiggas (Autogas) sowie Erdgas zusammenfassen. In der DDR fanden sich entsprechende Regelungen in der Arbeitsschutz- und Brandschutzanordnung (ABAO) 850/1.